# 렌텔라
렌텔라(이탈리아어: Lentella)는 이탈리아 아브루초주 키에티도에 있는 코무네이다.